# 野澤沙羅
野澤 沙羅（のざわ さら、1996年11月28日 - ）は日本の女優、ジュニアアイドル。J-beans所属。旧芸名は小野寺沙羅、沙羅。J-beansに移籍後、野澤沙羅として活動している。
趣味・特技は、ダンス・演技・一輪車・スキー。英語検定準2級取得。

## 略歴
- 2006年、小野寺沙羅としてデビュー。Genキッズに所属。
- Webサイト「清純!いもうと倶楽部」（現在の「いもうとアイドル倶楽部」[1]）にて写真、動画などのコンテンツを公開。
- 2007年にオフィスO所属になり、マネージメントでワナップと提携。この期間の大部分は名字の付かない沙羅という名で活動した。
- ジュニアアイドルユニット「Rainbow Dream」（吉沢真由美、北島ミキ、愛永、沙羅、星☆美優）および「ツインテール」（沙羅、星☆美優）に参加。
- 2008年、チバテレビの番組「チュバチュバワンダーランド」に星☆美優と愛永とのユニット「C☆stars」として出演。
- 2009年、J-beansに移籍。

## 出演

### テレビ
- シャキーン!（2008年、NHK教育テレビ）
- チュバチュバワンダーランド（2008 - 2009年、チバテレビ）
- 鈴木先生（2011年、テレビ東京） - 2-Bの生徒役

### 映画
- 20世紀少年 最終章「ぼくらの旗」（2009年） - 少女 役
- 告白（2010年）

### 舞台
- リズミックタウン（2007年） - 妖精 役

### CM
- バンダイ Tamagotchi iD（2009年）

## 作品

### DVD
- 清純!いもうと倶楽部 スクール水着オーディションPART 12 スクール水着編（2006年）
- 清純!いもうと倶楽部 スクール水着オーディションPART 12 ピカピカ水着編（2006年）
- 小野寺沙羅 9歳（2006年）
- 天使の絵日記 南国で弾けて遊ぶ元気っ子 小野寺沙羅 9歳（2006年）
- スク水a GO!GO! Part 3（2006年）
- 天使の絵日記 光る笑顔に光る未来が 小野寺沙羅 9歳（2006年）
- 小学生くすぐり学園vol. 2（2007年）
- 天使の絵日記 まっさらでまっしろで まっすぐな沙羅の真心 小野寺沙羅 9歳（2007年）
- 小学生くすぐり学園番外編 幽霊屋敷でオニごっこ Vol.1（2007年）
- そらいろのさら 沙羅 10歳（2007年）
- 天使の絵日記すぺしゃる ブルマでパン・Pant. 1（2007年）
- 渋谷の女子高生たちが語った“呪いのリスト”3（2009年） - 木原由衣 役、ナレーション

### CD
- Rainbow Dream & ツインテール + あいど〰なつ（2007年） - 以下の2曲に参加。
  - Rainbow Dream「LUCKY & HAPPY!」
  - ツインテール「ごめんね。」

### 写真集
- みっくすさらだ 沙羅ファースト写真集（2007年）

### 雑誌
- Sho→Boh vol.5（2007年）